# Pogonomyrmex angustus
Pogonomyrmex angustus är en myrart som beskrevs av Mayr 1870. Pogonomyrmex angustus ingår i släktet Pogonomyrmex och familjen myror. Inga underarter finns listade i Catalogue of Life.

## Bildgalleri

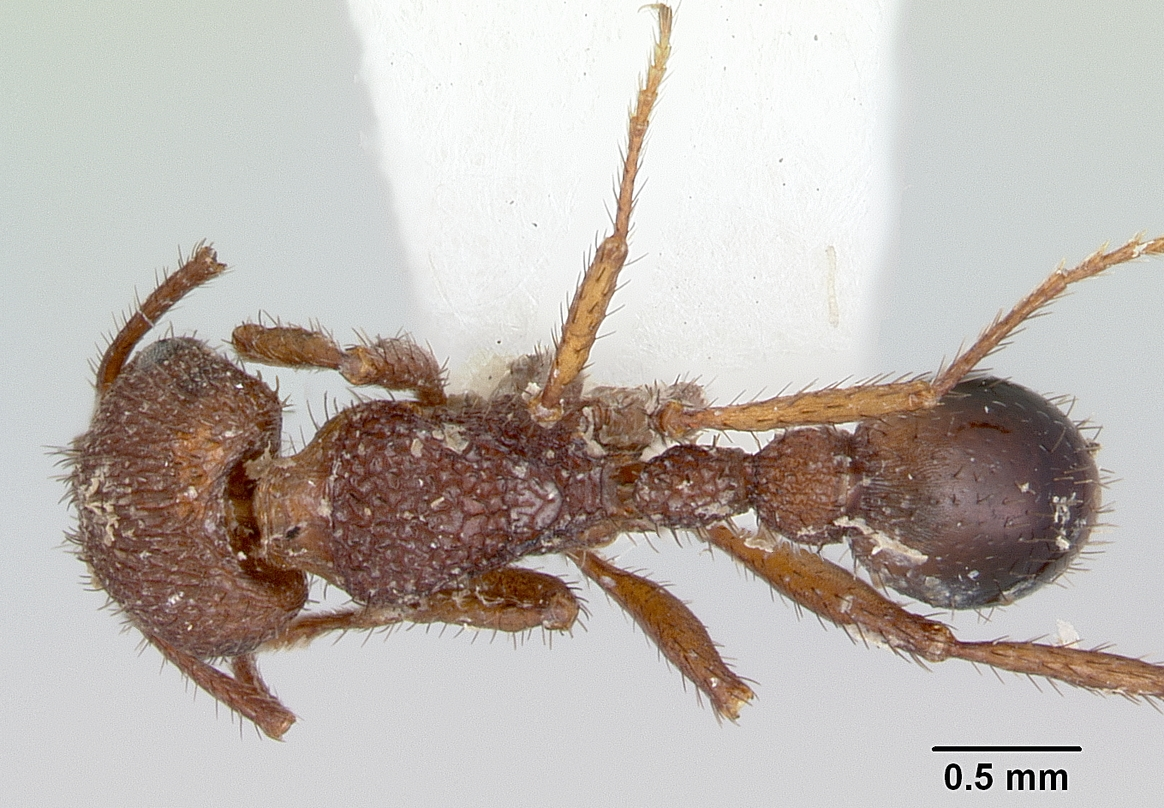
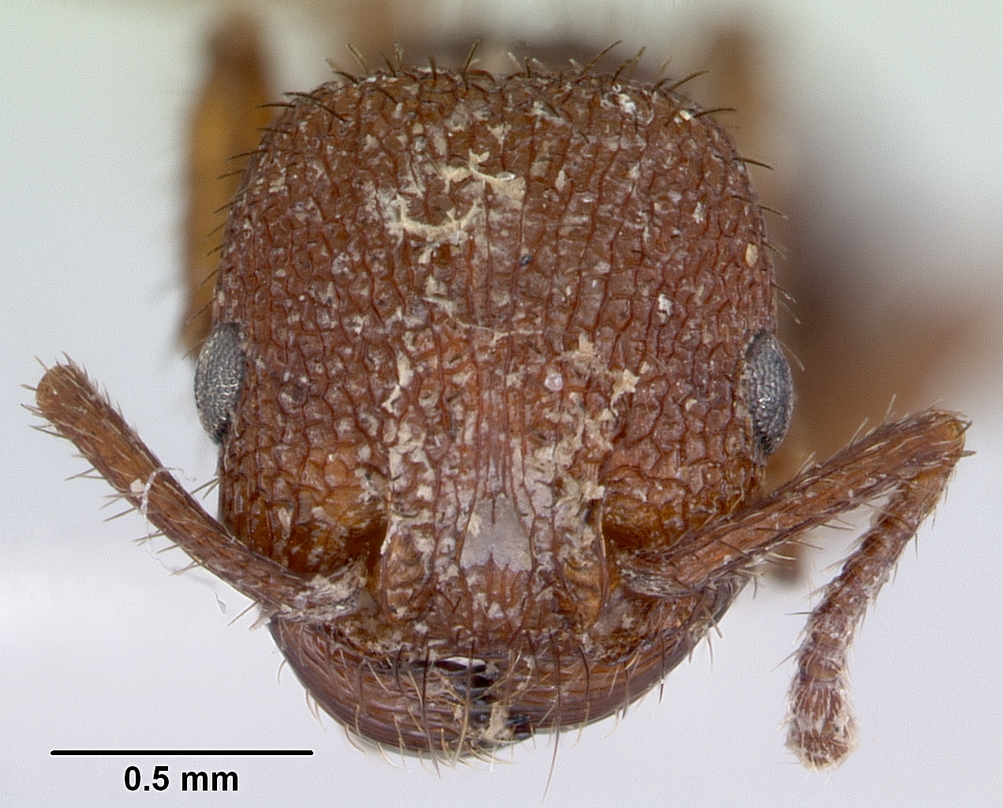
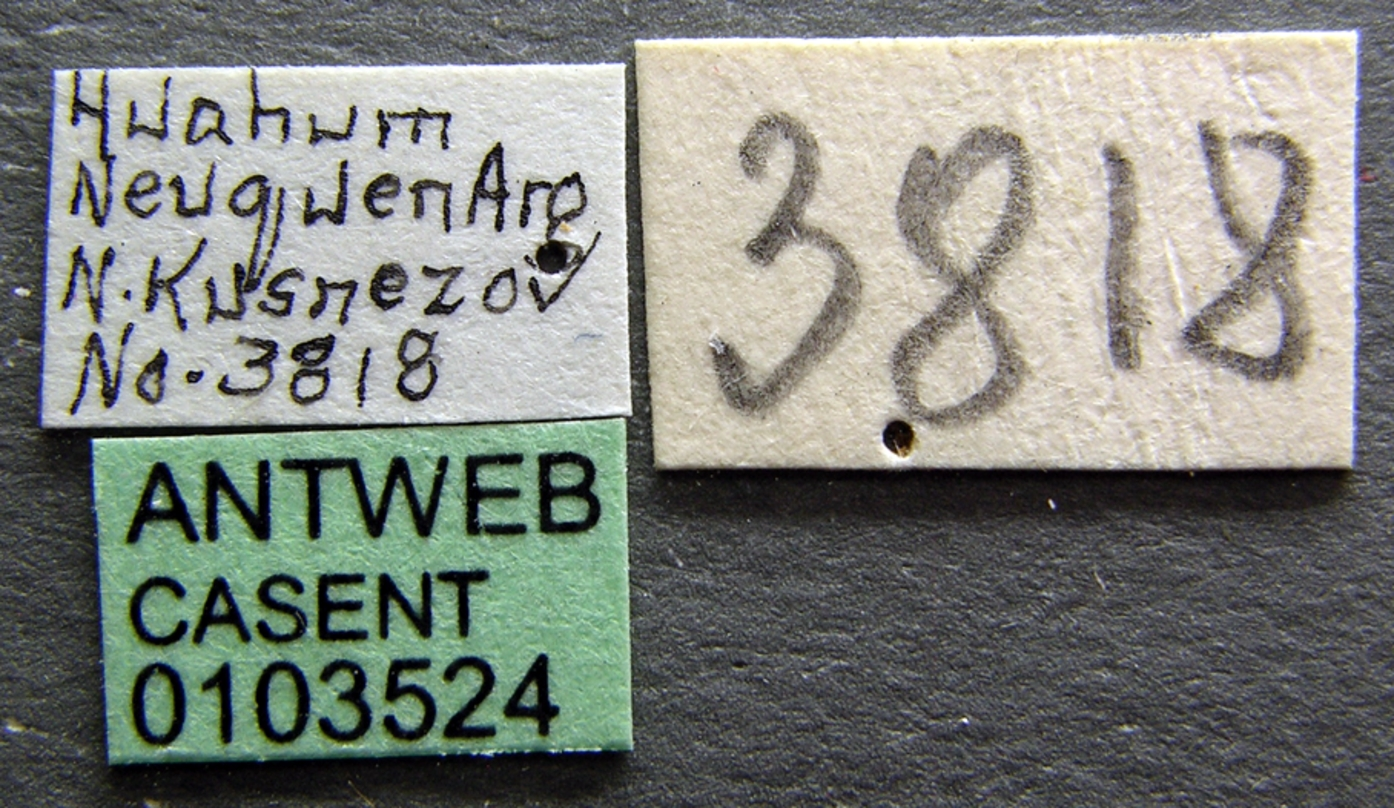
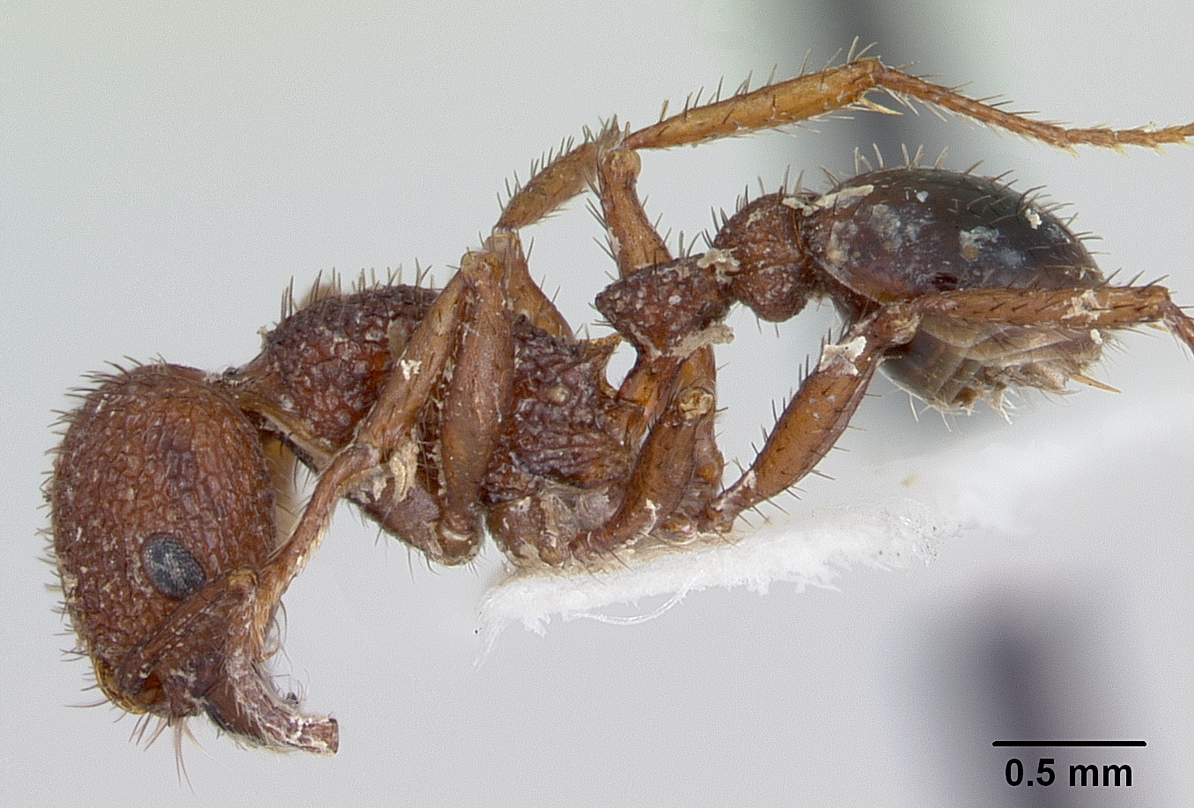
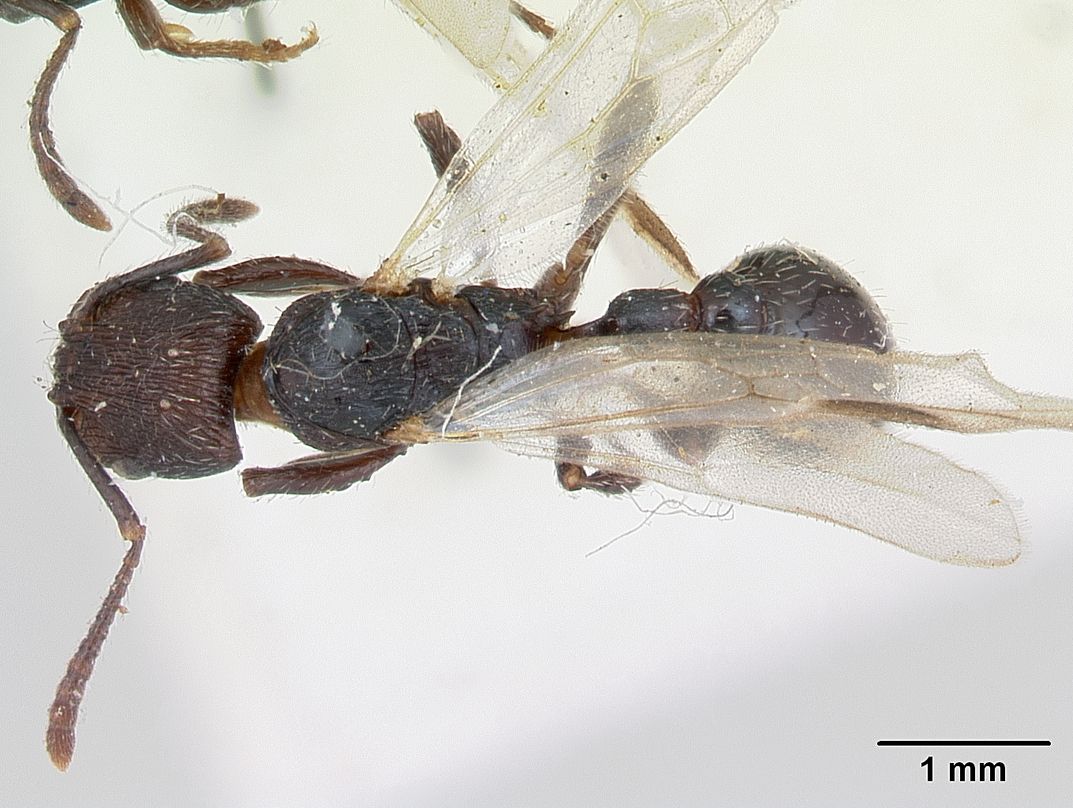
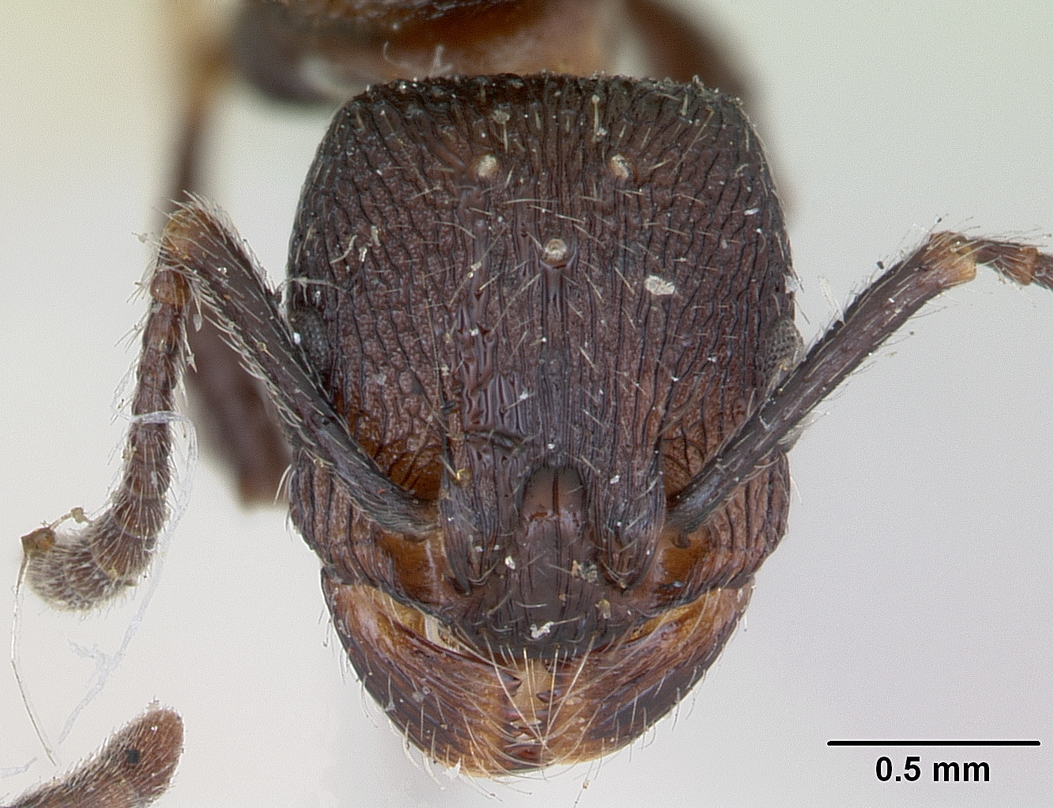